# Leandra cordigera
Leandra cordigera är en tvåhjärtbladig växtart som först beskrevs av José Jéronimo Triana, och fick sitt nu gällande namn av Célestin Alfred Cogniaux. Leandra cordigera ingår i släktet Leandra och familjen Melastomataceae. Inga underarter finns listade i Catalogue of Life.